# Jiří Krušina
Jiří Krušina (* 13. ledna 1949, Plzeň) je bývalý český fotbalový útočník a trenér. Jeho zetěm je bývalý fotbalista Robert Vágner.

## Hráčská kariéra
V československé lize hrál za Škodu Plzeň. Nastoupil ve 3 ligových utkáních, aniž by skóroval.

### Prvoligová bilance
| Ročník          | Zápasy | Góly | Minuty | Klub           |
| --------------- | ------ | ---- | ------ | -------------- |
| I. liga 1972/73 | 2      | 0    | 60     | TJ Škoda Plzeň |
| I. liga 1975/76 | 1      | 0    | 16     | TJ Škoda Plzeň |
| CELKEM I. LIGA  | 3      | 0    | 76     |                |

## Trenérská kariéra
Po skončení hráčské kariéry se stal trenérem. Vedl menší kluby a v sezoně 1998/99 byl asistentem trenéra Jiřího Lopaty u 1. FC Plzeň ve třetí nejvyšší soutěži.